# Eskil (misjonarz)
Eskil (ur. 1020 w Anglii, zm. 1080 w Strängnäs) – misjonarz, męczennik, święty Kościoła katolickiego, biskup.
Eskil działał jako misjonarz wśród pogan i poniósł śmierć z ich rąk przez ukamienowanie. Około 1180 roku szczątki Eskila zostały przeniesione do miasta Eskilstuna w Szwecji, które temu właśnie męczennikowi zawdzięcza swoją nazwę.
W ikonografii przedstawiany w szatach biskupich; trzy kamienie wskazują jego męczeńską śmierć.
Wspominany był w Kościele katolickim 12 czerwca.